# Armistead D. Mead
Armistead Davis Mead (* 16. Oktober 1901 in West Virginia; † 20. Februar 1980) war ein Generalmajor der United States Army. Er war unter anderem Kommandeur der 1. Kavalleriedivision.
In den Jahren 1920 bis 1924 durchlief er die United States Military Academy in West Point. Nach seiner Graduation wurde er als Leutnant in das Offizierskorps des US-Heeres aufgenommen. In der Armee durchlief er anschließend alle Offiziersränge vom Leutnant bis zum Zwei-Sterne-General.
In seinen jüngeren Jahren absolvierte er den für Offiziere in den niederen Rangstufen üblichen Dienst in verschiedenen Einheiten und Standorten. Zwischen Mai 1940 und Mai 1942 war er Stabsoffizier in der Waffenabteilung der Infantry School in Fort Benning, dem heutigen Fort Moore. In diese Zeit fiel der amerikanische Eintritt in den Zweiten Weltkrieg. Mead wurde anschließend in den Südpazifik versetzt, wo er zwischen Juni und November 1942 Stabsoffizier für Planungen im dortigen Hauptquartier der amerikanischen Truppen war (Assistant Chief of War Plans, South Pacific Area).
Später bekleidete er einige Stellen als Stabsoffizier bei Einheiten die damals noch nicht im Krieg eingesetzt waren wie z. B. die 4. Armee, deren Stabsabteilung G3 (Operationen) er zwischen Oktober 1943 und Mai 1944 leitete. Daran schloss sich eine Versetzung zur 9. Armee an, bei der er bis September 1945 ebenfalls die Stabsabteilung G3 leitete. Diese Division war auf dem europäischen Kriegsschauplatz eingesetzt. Sie nahm, teilweise unter schweren Kämpfen, am Vormarsch der Alliierten durch Frankreich bis nach Deutschland teil.
Zwischen Oktober 1945 und Mai 1946 war Mead Stabsoffizier bei der 2. Armee, die damals in Baltimore stationiert war. Es folgte eine Versetzung nach Panama, wo er zunächst bis November 1946 den Stützpunkt Fort Gulick kommandierte. Danach war er bis Juni 1947 stellvertretender Kommandeur des atlantischen Bezirks der US-Bodentruppen in Panama. Daran schloss sich ein bis zum August 1948 andauerndes Studium am National War College an. Anschließend gehörte er bis Mai 1949 beim Heeresministerium der Nachrichtenabteilung G2 an.
In den Jahren 1949 und 1950 gehörte Armistead Mead dem Stab der Infantry School an. Daran schloss sich ein Einsatz im Koreakrieg an, wo er Stabsoffizier bei der 3. Infanteriedivision war. Nach einer zwischenzeitlichen Verwendung als Stabsoffizier beim Comptroller of the Army wurde er Ende 1952 Stabschef der 3. Armee. Dieses Amt bekleidete er für einige Monate. Zwischen Juni 1953 und Dezember 1954 hatte Mead den Oberbefehl über die 1. Kavalleriedivision, bei der es sich trotz ihres Namens um eine Panzerdivision handelte. Die Division war damals in Hokkaidō in Japan stationiert.
In den Jahren 1955 und 1956 leitete Mead die Infanterieabteilung des Continental Army Commands. Anschließend leitete er die amerikanischen Teilstreitkräfte überschreitende Militärmission in der Türkei. Danach wurde er Leiter der Abteilung für zivile Angelegenheiten im Heeresministerium (Chief of the Office of Civil Affairs). Diesen Posten hatte er zwischen 1959 und Ende Juni 1961 inne. Danach schied er aus dem aktiven Militärdienst aus.
Über Meades weiteren Lebensweg ist nichts überliefert. Er starb am 20. Februar 1980.

## Orden und Auszeichnungen
Armistead Mead erhielt im Lauf seiner militärischen Laufbahn unter anderem folgende Auszeichnungen:
- Army Distinguished Service Medal
- Silver Star
- Legion of Merit